# 2069年4月21日日食
2069年4月21日日食为一次在协调世界时2069年4月21日出現的一次日偏食。該次日食食分為0.8992。

## 概述
這次日食的食分是0.8992。

## 基本參數
- 類型：日偏食
- 食最大地點資料：
  - 日期：2069年4月21日
  - 時間：10時11分9秒
  - 地點：71N 101W
  - 食分：0.8992

## 外部連結
- NASA未來日食資料（页面存档备份，存于）
- 可見區域圖和時間統計：由弗雷德·埃斯佩纳克做出的日食預報，NASA/GSFC
  - Google互動地圖呈現的日食範圍
  - 貝塞爾元素